# Mexico Aztecas
México Aztecas fue un equipo de baloncesto que jugó en la Continental Basketball Association (CBA), con sede en Ciudad de México, México durante una temporada, en un intento de la liga de expandirse fuera de las fronteras de Estados Unidos y Canadá. El equipo se fundó en 1982 en la ciudad estadounidense de Detroit, pasando posteriormente por Savannah, Tulsa, Fargo y San Diego. Disputaban sus partidos en el Palacio de los Deportes, con una capacidad para 20.000 espectadores.

## Historia

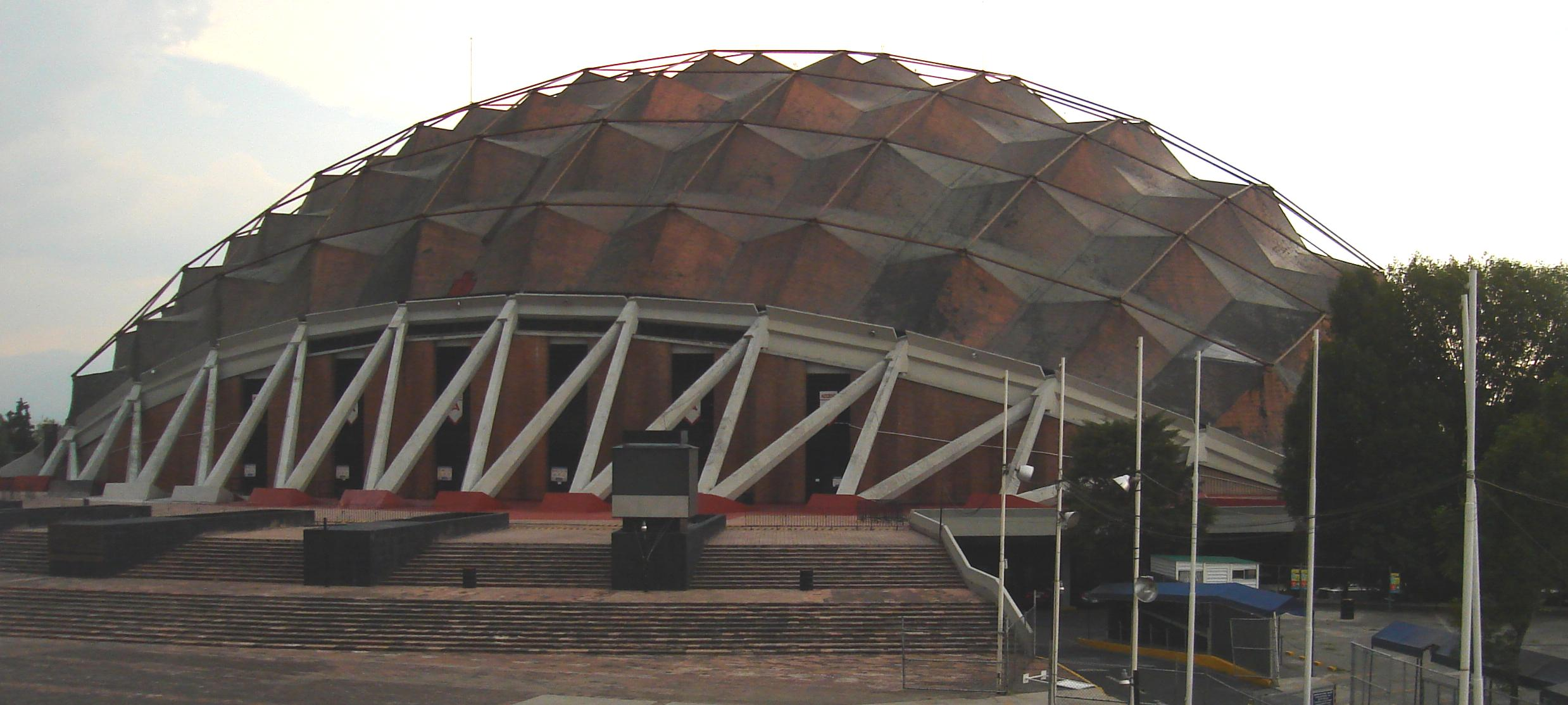
Palacio de los Deportes, sede del equipo durante su estancia en México.

El equipo se crea en Detroit en 1982, bajo la denominación de Detroit Spirits, y en su primera temporada en la liga lideran la División Central, plantándose en las finales, ganando a los Montana Golden Nuggets en el séptimo y definitivo partido. Tras disputar dos años más tarde de nuevo las Finales, perdiendo en esta ocasión ante Tampa Bay Thrillers, en 1986 el equipo se traslada a Savannah, Georgia, convirtiéndose en los Savannah Spirits, donde fue dirigido desde el banquillo por Henry Bibby.
En 1988 el equipo vuelve a cambiar de ciudad, moviéndose a Tulsa, Oklahoma, convirtiéndose en los Tulsa Fast Breakers, y en su primer año en la ciudad consigue de nuevo el título de campeón, derrotando en la final a los Rockford Lightning por un contundente 4-0.
En 1992 el equipo se traslada a Fargo, en Dakota del Norte, donde disputa dos temporadas, acabando en ambas en la última posición de la División del Medio Oeste. En 1994 el propietario del equipo, Doug Logan, decide llevarse el mismo a México, D. F., observando las posibilidades de una gran ciudad que iba a contar con un equipo profesional. En su primer partido, disputado en el Palacio de los Deportes ante 8.295 espectadores, los México Aztecas, la nueva denominación del equipo, ganaron a los Chicago Rockers por 90-88. Tuvieron un gran éxito de público, com medias de más de 9.000 espectadores, e incluso batieron el récord absoluto de público en un partido de la CBA, con 12.587 espectadores en el último partido de la temporada regular ante Omaha Racers.
Pero la Crisis económica en México de 1994, unida al hecho de que los sueldos de los jugadores seguían pagándose en dólares, hizo que su propietario hiciera regresar al equipo a los Estados Unidos, a la ciudad de San Diego en California, pasando a denominarse San Diego Wildcards, donde jugaron hasta que el equipo se declaró en bancarrota tras 21 partidos de la competición, abandonando la liga.

## Trayectoria
| Temporada | Liga | Denominación         | P  | G  | P  | %    | Puesto      | Último adversario      |
| --------- | ---- | -------------------- | -- | -- | -- | ---- | ----------- | ---------------------- |
| 1982-83   | CBA  | Detroit Spirits      | 56 | 33 | 23 | .589 | Campeón CBA | Montana Golden Nuggets |
| 1983-84   | CBA  | Detroit Spirits      | 48 | 27 | 21 | .563 | 5º          |                        |
| 1984-85   | CBA  | Detroit Spirits      | 62 | 32 | 30 | .516 | Final       | Tampa Bay Thrillers    |
| 1985-86   | CBA  | Detroit Spirits      | 55 | 27 | 28 | .491 | 7º          |                        |
| 1986-87   | CBA  | Savannah Spirits     | 48 | 20 | 28 | .417 | 12º         |                        |
| 1987-88   | CBA  | Savannah Spirits     | 59 | 23 | 36 | .390 | 8º          |                        |
| 1988-89   | CBA  | Tulsa Fast Breakers  | 67 | 40 | 27 | .597 | Campeón CBA | Rockford Lightning     |
| 1989-90   | CBA  | Tulsa Fast Breakers  | 61 | 33 | 28 | .541 | 7º          |                        |
| 1990-91   | CBA  | Tulsa Fast Breakers  | 60 | 35 | 25 | .583 | 5º          |                        |
| 1991-92   | CBA  | Tulsa Zone           | 56 | 24 | 32 | .429 | 12º         |                        |
| 1992-93   | CBA  | Fargo-Moorhead Fever | 56 | 18 | 38 | .321 | 15º         |                        |
| 1993-94   | CBA  | Fargo-Moorhead Fever | 56 | 25 | 31 | .446 | 10º         |                        |
| 1994-95   | CBA  | México City Aztecas  | 56 | 19 | 37 | .339 | 13º         |                        |
| 1995-96   | CBA  | San Diego Wildcards  | 21 | 4  | 17 | .190 | 13º         |                        |

## Jugadores destacados

### Detroit Spirits
- Corny Thompson
- Tom Sewell
- Michael Young
- Terry Teagle
- Dudley Bradley

### Tulsa Fast Breakers
- Wes Matthews
- Robert Reid

### Fargo-Moorhead Fever
- Elmer Bennett
- Leon Wood
- Roy Marble
- Les Jepsen